# Östtyskland i olympiska sommarspelen 1972
Östtyskland deltog med 297 deltagare vid de olympiska sommarspelen 1972 i München. Totalt vann de tjugo guldmedaljer, tjugotre silvermedaljer och tjugotre bronsmedaljer. boxaren Manfred Wolke var landets fanbärare vid öppningsceremonien.

## Medaljer
| Medalj | Namn | Sport         | Gren                                  |
| ------ | --- | ------------- | ------------------------------------- |
| Guld   | Peter Frenkel | Friidrott     | Herrarnas 20 kilometer gång           |
| Guld   | Wolfgang Nordwig | Friidrott     | Herrarnas stavhopp                    |
| Guld   | Renate Stecher | Friidrott     | Damernas 100 meter                    |
| Guld   | Renate Stecher | Friidrott     | Damernas 200 meter                    |
| Guld   | Monika Zehrt | Friidrott     | Damernas 400 meter                    |
| Guld   | Annelie Ehrhardt | Friidrott     | Damernas 100 meter häck               |
| Guld   | Monika Zehrt Dagmar Käsling Rita Kühne Helga Seidler                                                                                                  | Friidrott     | Damernas 4 x 400 meter stafett        |
| Guld   | Ruth Fuchs | Friidrott     | Damernas spjutkastning                |
| Guld   | Siegbert Horn | Kanotsport    | Herrarnas K-1-slalom                  |
| Guld   | Reinhard Eiben | Kanotsport    | Herrarnas C-1-slalom                  |
| Guld   | Rolf-Dieter Amend Walter Hofmann | Kanotsport    | Herrarnas C-2                         |
| Guld   | Angelika Bahmann | Kanotsport    | Damernas K-1                          |
| Guld   | Klaus Köste | Gymnastik     | Herrarnas hopp                        |
| Guld   | Karin Janz | Gymnastik     | Damernas hopp                         |
| Guld   | Karin Janz | Gymnastik     | Damernas barr                         |
| Guld   | Siegfried Brietzke Wolfgang Mager | Rodd          | Herrarnas tvåa utan styrman           |
| Guld   | Wolfgang Gunkel Jörg Lucke Klaus-Dieter Neubert | Rodd          | Herrarnas tvåa med styrman            |
| Guld   | Frank Rühle Frank Forberger Dieter Grahn Dieter Schubert                                                                                              | Rodd          | Herrarnas fyra utan styrman           |
| Guld   | Roland Matthes | Simning       | Herrarnas 100 meter ryggsim           |
| Guld   | Roland Matthes | Simning       | Herrarnas 200 meter ryggsim           |
| Silver | Stefan Junge | Friidrott     | Herrarnas höjdhopp                    |
| Silver | Jörg Drehmel | Friidrott     | Herrarnas tresteg                     |
| Silver | Jochen Sachse | Friidrott     | Herrarnas slägga                      |
| Silver | Gunhild Hoffmeister | Friidrott     | Damernas 1 500 meter                  |
| Silver | Bärbel Struppert Christina Heinich Evelin Kaufer Renate Stecher                                                                                       | Friidrott     | Damernas 4 x 100 meter stafett        |
| Silver | Margitta Gummel-Helmbold | Friidrott     | Damernas kulstötning                  |
| Silver | Jacqueline Todten | Friidrott     | Damernas spjutkastning                |
| Silver | Petra Grabowski Ilse Kaschube | Kanotsport    | Damernas K-2 500 meter                |
| Silver | Uwe Unterwalder Thomas Huschke Heinz Richter Herbert Richter                                                                                          | Cykling       | Herrarnas lagförföljelse              |
| Silver | Jürgen Geschke Werner Otto | Cykling       | Tandem                                |
| Silver | Karin Janz | Gymnastik     | Damernas individuella mångkamp        |
| Silver | Erika Zuchold | Gymnastik     | Damernas hopp                         |
| Silver | Erika Zuchold | Gymnastik     | Damernas barr                         |
| Silver | Erika Zuchold Richarda Schmeisser Christine Schmitt Irene Abel Angelika Hellmann Karin Janz                                                           | Gymnastik     | Damernas lagmångkamp                  |
| Silver | Eckhard Martens Dietrich Zander Reinhard Gust Rolf Jobst Klaus-Dieter Ludwig                                                                          | Rodd          | Herrarnas fyra med styrman            |
| Silver | Roland Matthes Klaus Katzur Hartmut Flöckner Lutz Unger                                                                                               | Simning       | Herrarnas 4 x 100 meter medley        |
| Silver | Roswitha Beier | Simning       | Damernas 100 meter fjärilsim          |
| Silver | Kornelia Ender | Simning       | Damernas 200 meter medley             |
| Silver | Gabriele Wetzko Andrea Eife Kornelia Ender Elke Sehmisch                                                                                              | Simning       | Damernas 4 x 100 meter medley         |
| Silver | Christine Herbst Renate Vogel Roswitha Beier Kornelia Ender                                                                                           | Simning       | Damernas 4 x 100 meter frisim         |
| Silver | Östtysklands herrlandslag i volleyboll | Volleyboll    | Herrarnas turnering                   |
| Silver | Heinz-Helmut Wehling | Brottning     | Herrarnas fjädervekt                  |
| Silver | Paul Borowski Karl-Heinz Thun Konrad Weichert | Segling       | Herrarnas drake                       |
| Brons  | Hans-Georg Reimann | Friidrott     | Herrarnas 20 kilometer gång           |
| Brons  | Hartmut Briesenick | Friidrott     | Herrarnas kulstötning                 |
| Brons  | Gunhild Hoffmeister | Friidrott     | Damernas 800 meter                    |
| Brons  | Karin Balzer | Friidrott     | Damernas 100 meter häck               |
| Brons  | Burglinde Pollak | Friidrott     | Damernas femkamp                      |
| Brons  | Peter Tiepold | Boxning       | Lätt middelvekt                       |
| Brons  | Marina Janicke | Simhopp       | Damernas svikthopp                    |
| Brons  | Marina Janicke | Simhopp       | Damernas höga hopp                    |
| Brons  | Harald Gimpel | Kanotsport    | Herrarnas K-1                         |
| Brons  | Jürgen Schütze | Cykling       | Herrarnas 1000m tempolopp             |
| Brons  | Jürgen Paeke Reinhard Rychly Wolfgang Thüne Matthias Brehme Wolfgang Klotz Klaus Köste                                                                | Gymnastik     | Damernas lagmångkamp                  |
| Brons  | Karin Janz | Gymnastik     | Damernas bom                          |
| Brons  | Dietmar Hötger | Judo          | Herrarnas halv mellomvikt             |
| Brons  | Wolfgang Güldenpfennig | Rodd          | Herrarnas singelsculler               |
| Brons  | Joachim Böhmer Hans-Ulrich Schmied | Rodd          | Herrarnas dubbelsculler               |
| Brons  | Manfred Schneider Hartmut Schreiber Dietmar Schwarz Jörg Landvoigt Heinrich Mederow Manfred Schmorde Hans-Joachim Borzym Harold Dimke Bernd Landvoigt | Rodd          | Herrarnas åtta med styrman            |
| Brons  | Werner Lippoldt | Skytte        | Herrarnas rifleskytte, tre positioner |
| Brons  | Michael Buchheim | Skytte        | Herrarnas skeet                       |
| Brons  | Östtysklands herrlandslag i fotboll | Fotboll       | Herrarnas turnering                   |
| Brons  | Gudrun Wegner | Simning       | Damernas 400 meter frisim             |
| Brons  | Roland Matthes Wilfried Hartung Peter Bruch Lutz Unger                                                                                                | Simning       | Herrarnas 4 x 100 meter frisim        |
| Brons  | Stefan Grützner | Tyngdlyftning | Herrarnas tungvikt                    |
| Brons  | Gerd Bonk | Tyngdlyftning | Herrarnas supertungvikt               |